# 朝からおじゃまします!
『朝からおじゃまします!』（あさからおじゃまします）は、1994年4月4日から2002年3月30日まで茨城放送で放送されていたワイド番組である。

## 概要
耳で聞く朝刊というコンセプトで1994年春に放送開始。なお、正式な番組タイトルは○○（パーソナリティ名）の朝からおじゃまします!である。当初の放送時間は毎週月曜 - 土曜 7:00 - 9:00 の2時間枠で放送されていたが、後に6:50スタート → 6:30スタート → 6:00スタート（2000年4月3日放送分から）と放送枠が拡大していった。

## 放送時間
- 毎週月 - 土曜　7:00 - 9:00 （1994年4月 - 1997年4月）
- 毎週月 - 土曜　6:50 - 9:00 （1997年4月 - 1998年4月[4]）
- 毎週月 - 土曜　6:30 - 9:00 （1998年4月 - 2000年3月）
- 毎週月 - 土曜　6:00 - 9:00 （2000年4月 - 2002年3月）

## パーソナリティ
- 1994年度 - 1995年度　 渡辺美奈子[5]（月 - 水曜担当）、小川啓子（木 - 土曜担当）
- 1996年度 - 1997年度前期　鹿原徳夫[1]（月 - 水曜担当）、小川啓子（木 - 土曜担当）
- 1997年度後期　鹿原徳夫（月 - 水曜担当）、相川由春[1]（木、金曜担当）、藤田加奈子（土曜担当）
- 1998年度 - 1999年度　鹿原徳夫（月 - 水曜担当）、斉藤さおり（木、金曜担当）、相川由春（土曜担当）
- 2000年度前期　斉藤さおり（月、火曜担当）、渡辺美奈子（水、木曜担当）、相川由春（金、土曜担当）
- 2000年度後期　古瀬俊介[1]（月、火曜担当）、渡辺美奈子（水、木曜担当）、相川由春（金、土曜担当）
- 2001年度　古瀬俊介（月、火曜担当）、鹿原徳夫（水、木曜担当）、相川由春（金、土曜担当）

## コーナー
- 市場だより
- マネダス・トゥデイ
- 今日は何の日
- 芸能トピックス
- ニュースヘッドライン
- 8時のリクエスト
- 心のともしび - 2000年から本番組に内包。
- 念法眞教 心のいこい - 2000年から本番組に内包。
- 県警からのお知らせ - 2002年に午前ワイド内での放送へ移行。

## テーマ曲
- Sugar Baby Love（The Rubettes）